# Bulinac
Bulinac falu Horvátországban Belovár-Bilogora megyében. Közigazgatásilag Nova Račához tartozik. 

## Fekvése, éghajlata
Belovár központjától légvonalban 14, közúton 16 km-re délkeletre, községközpontjától 3 km-re északkeletre, a 28-as számú főút mentén, egyben az építés alatt álló A13-as számú autópálya nyomvonalán, a Bedenička-patak bal partján fekszik. Az autópálya a falu határának lakatlan részét fogja átszelni. Bulinacon haladt át a Belovár – Gerzence vasútvonal is, mely 1913-tól 1968-ig üzemelt, ekkor megszüntették. Azóta a vasúti síneket is felszedték. 

## Története
A falu neve a török „bula” szóból származik, mely muzulmán nőt jelent. A helyi hagyomány szerint ugyanis a török időkben a mai falu helyén egy török nő fürdette gyermekét a patakban. Így a „bulinac” szó török gyermeket jelent. Területe a 17. századtól népesült be, amikor a török által elpusztított, kihalt területre folyamatosan telepítették be a keresztény lakosságot. 1774-ben az első katonai felmérés térképén „Dorf Bulinacz” néven találjuk. A település katonai közigazgatás idején a szentgyörgyvári ezredhez tartozott. 
Lipszky János 1808-ban Budán kiadott repertóriumában „Bulinecz” néven szerepel. Nagy Lajos 1829-ben kiadott művében „Bullinecz” néven 35 házzal, 105 katolikus és 86 ortodox vallású lakossal találjuk.
A katonai közigazgatás megszüntetése után Magyar Királyságon belül Horvát–Szlavónország részeként, Belovár-Kőrös vármegye Belovári járásának része volt. 1857-ben 173, 1910-ben 361 lakosa volt. A Monarchia idején csehek és magyarok települtek be a faluba. A 20. század elején a csehek építették fel a Szent Cirill és Metód kápolnát. Az 1910-es népszámlálás szerint a falu lakosságának 39%-a cseh, 32%-a horvát, 13%-a magyar, 11%-a szerb anyanyelvű volt. 1918-ban az új szerb-horvát-szlovén állam, majd később Jugoszlávia része lett. 1941 és 1945 között a németbarát Független Horvát Államhoz, majd a háború után a szocialista Jugoszláviához tartozott. A II. világháború idején fegyveres összecsapás dúlt a területén. A háború után emlékművet emeltek a nemzeti felszabadító hadsereg és a partizán alakultok itt elesett harcosainak, akik többségben vajdasági szerbek voltak. 1991-től a független Horvátország része. 1991-ben lakosságának 75%-a horvát, 7%-a magyar, 4-4%-a albán, jugoszláv, cseh és szerb nemzetiségű volt. A honvédő háborúnak három halálos áldozata volt a településen. 2011-ben 358 lakosa volt, akik főként mezőgazdasággal foglalkoztak. A település iskola, orvosi rendelő, gyógyszertár, üzletek, vendéglátó egységek, iparos műhelyek, tűzoltószerház, labdarúgópálya és temető található.

## Lakossága
| Lakosság változása | Lakosság változása | Lakosság változása | Lakosság változása | Lakosság változása | Lakosság változása | Lakosság változása | Lakosság változása | Lakosság változása | Lakosság változása | Lakosság változása | Lakosság változása | Lakosság változása | Lakosság változása | Lakosság változása | Lakosság változása |
| ------------------ | ------------------ | ------------------ | ------------------ | ------------------ | ------------------ | ------------------ | ------------------ | ------------------ | ------------------ | ------------------ | ------------------ | ------------------ | ------------------ | ------------------ | ------------------ |
| 1857               | 1869               | 1880               | 1890               | 1900               | 1910               | 1921               | 1931               | 1948               | 1953               | 1961               | 1971               | 1981               | 1991               | 2001               | 2011               |
| 173                | 184                | 191                | 307                | 345                | 361                | 356                | 387                | 406                | 444                | 470                | 450                | 406                | 407                | 388                | 358                |

## Nevezetességei
Szent Cirill és Metód, valamint a Rózsafüzér királynője tiszteletére szentelt római katolikus kápolnája a 20. század elején épült.

## Oktatás
Bulinacon a nova račai elemi iskola területi iskolája működik.

## Híres emberek
Bulinacon született 1866-ban Lavoslav Singer zsidó származású iparmágnás, akinek tevékenysége  nagy hatással volt Belovár városának fejlődésére is. A Belovár –Gerzence vasútvonal megépítésének egyik legnagyobb szorgalmazója és finanszírozója volt. 